# Серебрянка (приток Учи)
Серебря́нка — река в Пушкинском городском округе Московской области России, левый приток Учи.
Длина — 13 км, площадь водосборного бассейна — 44,7 км². Берёт начало к северу от деревни Степаньково, впадает в Учу в 14 км от её устья, в городе Пушкино.
Изначальное название реки — Яменка. Название реки в XVII — начале XVIII века упоминается в форме Яменда. Название Серебрянка появилось в XIX веке. Оно происходит от располагавшейся на этой реке прудовой мельницы «Серебрянки» (это название мельницы упоминается с 1750 года, сама же мельница известна с 1670-х годов).
Равнинного типа, питание преимущественно снеговое. Замерзает в середине ноября, вскрывается в середине апреля.
По данным Государственного водного реестра России, относится к Окскому бассейновому округу. Речной бассейн — Ока, речной подбассейн — Ока ниже впадения Мокши, водохозяйственный участок — Клязьма от Пироговского гидроузла до города Ногинска, без реки Учи (от истока до Акуловского гидроузла).
Для нужд фабрики «Серп и молот» на реке Серебрянке в начале XX века была построена плотина (первая плотина на этой реке была построена ещё в конце XVII века).